# Réal Martin (rivière)
Pour les articles homonymes, voir Réal Martin.
Le Réal Martin est une rivière française qui coule dans le département du Var, en région Provence-Alpes-Côte d'Azur. C'est un affluent en rive gauche du Gapeau.
Il ne doit pas être confondu avec un ruisseau qui porte le même nom et qui prend sa source dans la commune varoise du Beausset. 

## Géographie
La longueur de son cours d'eau est de 28 km. Le Réal Martin prend sa source, à l'altitude 215 mètres, sur la commune de Pignans, près du lieu-dit les Plaines, au nord de la Forêt domaniale des Maures et des sommets Le Cros de Panau (684 m) et Notre-Dame des Anges (768 m).
Le Réal Martin traverse la commune de Pierrefeu-du-Var puis rejoint le Gapeau à la limite des communes de La Crau et Hyères, à l'altitude 14 mètres, au sud-est du Mont Redon (194 m).

### Communes traversées
D’amont en aval, le Réal Martin traverse les six communes toutes situées dans le département du Var suivantes de Pignans, Carnoules, Puget-Ville, Pierrefeu-du-Var, La Crau, Hyères.
Ces communes sont situées dans les trois cantons de Besse-sur-Issole, de Cuers et de La Crau, le tout dans les deux arrondissement de Brignoles et arrondissement de Toulon.

## Affluents

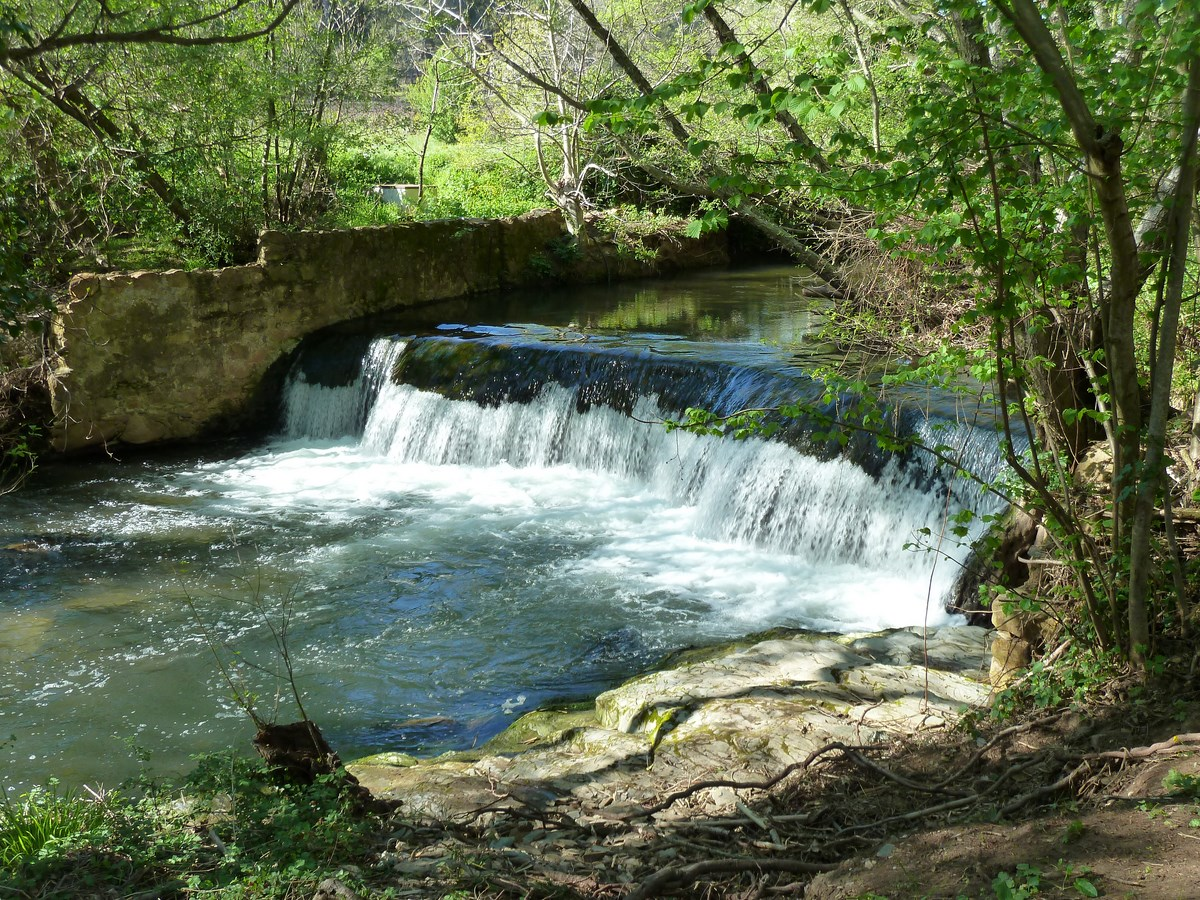
Le Réal Martin à la Portanière

Le Réal Martin a quatorze affluents référencés :
- le  Réal Rimauresq, 8 km (rg) et 1 affluent, entièrement sur Pignans.
- le vallon des Bîmes, 3,3 km (rg) et 1 affluent, prenant sa source sur Carnoules et confluent sur Pignans.
  - le ruisseau de Carnoules, 3,6 km (rd) et 1 affluent, entièrement sur Carnoules.
- le vallon du Fédon, 2,9 km (rg), prenant sa source sur Puget-Ville et confluent sur Pierrefeu-du-Var.
- le vallon de Loubier, 4,7 km (rg), prenant sa source sur Puget-Ville et confluant sur Pierrefeu-du-Var.
- le Réal Collobrier, 19,6 km (rg) et 11 affluents, prenant sa source sur Collobrières et confluant sur Pierrefeu-du-Var.
  - le ruisseau le Merlançon, 9 km (rd) et 3 affluents, prenant sa source sur Carnoules, traversant Puget-Ville et confluant sur Pierrefeu-du-Var.
  - le ruisseau le Farembert, 7,6 km (rd) et 2 affluents, prenant sa source sur Cuers, traversant Puget-Ville et confluant sur Pierrefeu-du-Var.
  - la rivière le Meige Pan, 12,2 km (rd), prenant sa source sur Cuers, traversant La Crau et confluant sur Pierrefeu-du-Var.
- le ruisseau de Traversier, 4,7 km (rg), prenant sa source sur Pierrefeu-du-Var et confluant sur La Crau.
  - le ruisseau des Cougourdes, 6,3 km (rd), prenant sa source sur Cuers et confluant sur La Crau.
- le vallon des Châtaigniers, 2,8 km (rg), prenant sa source sur Hyères et confluant sur La Crau.
- le valon de Valbonne, 4,1 km (rg), entièrement sur Hyères.
- le vallon du Viet, 3,1 km (rg), entièrement sur Hyères.

## Aménagements
L'autoroute A57 enjambe le Réal Martin.

### Le Pont de la Mayonnette
Ce pont, d'une longueur de 100 mètres est situé dans la vallée de Sauvebonne, sur la commune de La Crau.
Il se compose de deux arches plein-cintre de 12 mètres et 8 mètres de haut, restées en bon état. Ce monument date du XIIe siècle et aurait été commencé à l'initiative des templiers qui à cette époque possédaient plusieurs établissements dans la Vallée de Sauvebonne